# البورتوريكيون في الحرب العالمية الثانية

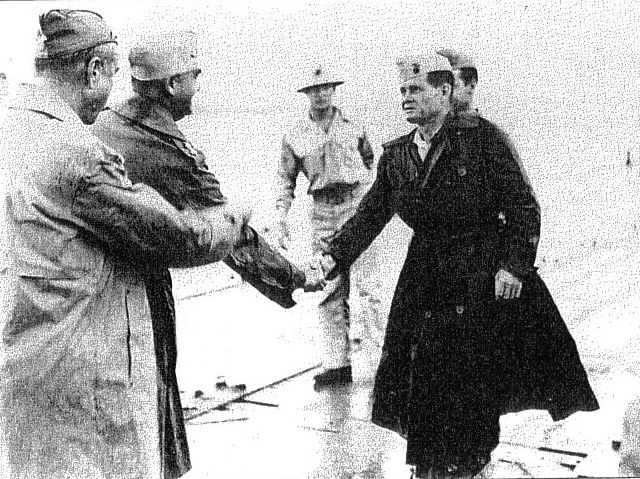

شارك البورتوريكيون والأشخاص المنحدرون من أصل بورتوريكي كأعضاء في القوات المسلحة الأمريكية في كل نزاع شاركت فيه الولايات المتحدة منذ الحرب العالمية الأولى. في الحرب العالمية الثانية، خدم أكثر من 65,000 من أفراد الخدمة البورتوريكيين في المجهود الحربي، بما في ذلك حراسة المنشآت العسكرية الأمريكية في منطقة البحر الكاريبي والعمليات القتالية في مسارح العمليات الأوروبية والمحيط الهادئ.
ضُمت بورتوريكو من قبل الولايات المتحدة وفقًا لبنود اتفاقية باريس لعام 1898، التي صُدق عليها في 10 ديسمبر 1898، نتيجة للحرب الإسبانية الأمريكية. فُرضت الجنسية الأمريكية على البورتوريكيين نتيجة لقانون جونز-شافروث لعام 1917 (رفض مجلس النواب البورتوريكي الجنسية الأمريكية) وكان من المفترض أن يخدموا في الجيش. عندما شن أسطول حاملات من البحرية الإمبراطورية اليابانية هجومًا غير متوقع على بيرل هاربور في 7 ديسمبر 1941، طُلب من البورتوريكيين حمل السلاح دفاعًا عن الولايات المتحدة. خلال الحرب العالمية الثانية، قدرت وزارة الدفاع أن 65,034 من البورتوريكيين خدموا في الجيش الأمريكي. خدم معظم جنود الجزيرة إما في فوج المشاة 65 أو الحرس الوطني لبورتوريكو. مع زيادة إدخال البورتوريكيين في القوات المسلحة، نُقل العديد إلى الوحدات في منطقة قناة بنما وجزر الهند الغربية البريطانية ليحلوا محل القوات القارية ويخدموا في وحدات نظامية من الجيش. أولئك الذين أقاموا في البر الرئيسي للولايات المتحدة وضعوا في وحدات نظامية من الجيش. كانوا في كثير من الأحيان عرضة للتمييز العنصري الذي كان منتشرًا في الولايات المتحدة في ذلك الوقت.
اقتصرت خيارات النساء البورتوريكيات اللواتي خدموا على وظائف التمريض أو الوظائف الإدارية. في الحرب العالمية الثانية، لعب بعض رجال الجزيرة أدوارًا نشطة كقادة في الجيش. لم يحتفظ الجيش بإحصاءات فيما يتعلق بإجمالي عدد الإسبانيين الذين خدموا في الوحدات النظامية للقوات المسلحة، فقط من خدموا في الوحدات البورتوريكية، لذلك، من المستحيل تحديد العدد الدقيق للبورتوريكيين الذين خدموا في الحرب العالمية الثانية.

## الفترة التي سبقت اندلاع العالمية الثانية
قبل دخول الولايات المتحدة الحرب العالمية الثانية، كان البورتوريكيون يقاتلون بالفعل على الأراضي الأوروبية في الحرب الأهلية الإسبانية. كانت الحرب الأهلية الإسبانية نزاعًا كبيرًا في إسبانيا بدأ بعد محاولة انقلاب ارتكبها أجزاء من الجيش، بقيادة الجنرال فرانثيسكو فرانكو القومي، ضد حكومة الجمهورية الإسبانية الثانية. حارب البورتوريكيون نيابة عن كلا الجبهتين المعنيتين، «القوميين» كأعضاء في الجيش الإسباني و«الموالين» (الجمهوريين) كأعضاء في لواء أبراهام لينكولن الدولي.
من بين البورتوريكيين الذين قاتلوا إلى جانب الجنرال فرانكو نيابة عن القوميين كان الجنرال مانويل غوديد يوبيس (1882-1936)، وهو ضابط رفيع المستوى في الجيش الإسباني. يوبيس، الذي ولد في سان خوان، عُين رئيس أركان لجيش أفريقيا الإسباني، بعد انتصاراته في حروب الريف، استولى على جزر البليار وبأمر من فرانكو، قمع ثورة أستورياس. أُرسل يوبيس لقيادة القتال ضد الأناركيين في كاتالونيا، لكن عدد قواته كان قليل. قُبض عليه وحُكم عليه بالموت رميًا بالرصاص.
من بين العديد من البورتوريكيين الذين قاتلوا نيابة عن الجمهورية الإسبانية الثانية كأعضاء في لواء أبراهام لنكولن، الملازم كارميلو ديلغادو ديلغادو (1913-1937)، وهو زعيم الحزب القومي البورتوريكي من غواياما والذي عند اندلاع الحرب الأهلية الإسبانية كان في إسبانيا لنيل شهادة حقوق. كان دلغادو معاديًا للفاشية ويعتقد أن القوميين الإسبان خونة. حارب في معركة مدريد، ولكن قُبض عليه وحكم عليه بالموت رميًا بالرصاص في 29 أبريل 1937، كان من بين أول المواطنين الأمريكيين الذين لقوا حتفهم في هذا الصراع.
في عام 1937، غزت اليابان الصين وفي سبتمبر 1939، غزت ألمانيا بولندا. في أكتوبر 1940، استُدعي فوج المشاة 295 و296 للحرس الوطني البورتوريكي، الذي أسسه اللواء لويس راؤول إستيفيز، للخدمة الفيدرالية، وعُينوا إلى دائرة بورتوريكو وفقًا لخطة الحرب البرتقالية الحالية. خلال تلك الفترة، كان اقتصاد بورتوريكو يعاني من عواقب الكساد الكبير، وانتشرت البطالة. كانت البطالة أحد الأسباب التي جعلت بعض البورتوريكيين يختارون الانضمام إلى القوات المسلحة.
دُرب معظم هؤلاء الرجال في معسكر لاس كاساس في سانتورسي، بورتوريكو، وعينوا في فوج المشاة 65، وهي وحدة معزولة تتكون في الغالب من البورتوريكيين البيض. انتشرت شائعات الحرب، واعتُقد أن تدخل الولايات المتحدة هو مسألة وقت. أُمر فوج المشاة 65 بتكثيف مناوراته، التي نُفذ العديد منها في بونتا ساليناس بالقرب من بلدة ساليناس في بورتوريكو. أولئك الذين عينوا في الفوج 295 و296 من الحرس الوطني البورتوريكي تلقوا تدريبهم في معسكر تورتوغويرو بالقرب من بلدة فيغا باغا.

## الحرب العالمية الثانية
لم تكن هناك أي وفيات ذات صلة بالجيش البورتوريكي عندما هاجمت الخدمة الجوية البحرية اليابانية الإمبراطورية بيرل هاربر. ومع ذلك، كانت هناك حالة وفاة لشخص بورتوريكي واحد. كان دانييل لافيرني ملاكم هاوي بورتوريكي يعمل في مشروع بناء خزان الوقود تحت الأرض في التلة الحمراء لـ بيرل هاربور عندما هاجم اليابانيون بيرل هاربور. استشهد متأثرا بجراحه التي اصيب بها اثناء الهجوم. أدرج اسمه ضمن 2,338 أمريكيًا قتلوا أو أصيبوا بجروح قاتلة في 7 ديسمبر 1941، في المعرض التذكاري في الحديقة الخلفية لـ يو إس إس التابعة لمركز أريزونا التذكاري للزوار في بيرل هاربور.
بعد الهجوم الياباني على بيرل هاربور ودخول الولايات المتحدة في الحرب، بدأ البورتوريكيون الذين يعيشون في الجزيرة وفي البر الرئيسي للولايات المتحدة في ملء صفوف الفروع الأربعة الرئيسية للقوات المسلحة. تطوع بعضهم لأسباب وطنية، وانضم بعضهم بسبب حاجتهم للعمل، والبعض جُند. بعض العائلات كان فيها عدة أعضاء ملتحقين بالقوات المسلحة. خاض سبعة إخوة من عائلة ميدينا المعروفة باسم «عائلة ميدينا المقاتلة» في الحرب. جاؤوا من ريو غراندي وبورتوريكو ومن بروكلين في مدينة نيويورك. في بعض الحالات، تعرض البورتوريكيون للتمييز العنصري الذي كان منتشرًا في ذلك الوقت في الولايات المتحدة. في عام 1943، كان هناك ما يقارب 17,000 بورتوريكي مسلح، بما في ذلك فوج المشاة 65 والحرس الوطني لبورتوريكو. كانت الوحدات البورتوريكية متمركزة إما في بورتوريكو أو في جزر فيرغن.
في 8 ديسمبر 1941، عندما هاجمت الطائرات اليابانية المنشآت العسكرية الأمريكية في الفلبين، كان العقيد فيرجيليو نوربيرتو كورديرو جونيور قائد الكتيبة في فوج المشاة 31. غطى فوج المشاة 31 انسحاب القوات الأمريكية والفلبينية إلى شبه جزيرة باتان وقاتل لمدة أربعة أشهر، على الرغم من حقيقة أنه لا يمكن الحصول على مساعدات من الخارج بعد أن دُمر معظم أسطول المحيط الهادئ للولايات المتحدة في بيرل هاربور وفُقدت قواعد وسط المحيط في غوام وجزيرة ويك.
سمي كورديرو قائد فرقة لفوج المشاة 52 للجيش الفلبيني الجديد، ليصبح بذلك أول بورتوريكي يقود فوج حربي فليبني. استسلمت قوات دفاع باتان في 9 أبريل 1942، وتعرض كورديرو ورجاله للتعذيب والإذلال خلال ما يعرف بمسيرة موت باتان وما يقرب من أربع سنوات من الأسر. كان كورديرو واحدًا مما يقرب من 1,600 عضو من فوج المشاة 31 الذين احتجزوا كسجناء. مات نصف هؤلاء الرجال بينما كانوا أسرى لدى القوات اليابانية. حصل كورديرو على حريته عندما هزمت قوات الحلفاء اليابانيين عام 1945.
بدأت المستعمرات الفرنسية في منطقة البحر الكاريبي بالاحتجاج ضد حكومة فيشي في فرنسا، وهي حكومة مدعومة من الألمان الذين غزوا فرنسا. كانت جزيرة مارتينيك على وشك الدخول في حرب أهلية. نظمت الولايات المتحدة فرقة حربية مشتركة بين الجيش والبحرية، تضمنت فرقة المشاة 295 (كتيبة واحدة) وكتيبة المهندسين 78، كلاهما من بورتوريكو، وكلاهما لاحتلال مارتينيك. عُلق استخدام وحدات المشاة هذه لأن حكومة مارتينيك المحلية قررت تسليم السيطرة على المستعمرات إلى اللجنة الفرنسية للتحرير الوطني.